# Vivian Urdaneta
Vivian Inés Urdaneta Rincón, (sinh năm 1979 tại Maracaibo, Venezuela) là người dữ danh hiệu Hoa hậu Quốc tế cuối cùng của thế 20 vào năm 2000. Để dành vương miện, cô đã đánh bại 57 thí sinh đến từ khắp nơi trên thế giới trong đêm chung kết được tổ chức ngày 4 tháng 10 tại Koseinenkin Kaikan Hall ở Tokyo, Nhật Bản.
.
Cô cao 5'10" (178 cm).